# LOLCat Bible Translation Project
LOLCat Bible Translation Project va ser un lloc web basat en wiki creat el juliol de 2007 per Martin Grondin, on els editors pretenien parodiar tota la Bíblia en llenguatge "LOLspeak", l'argot popularitzat pel fenomen d'Internet LOLcat. El projecte es basa en els col·laboradors per adaptar passatges. El 27 de març de 2008, aproximadament el 61% del text s'havia adaptat, i Grondin va declarar que esperava que tot el Nou Testament estigués complet a finals de 2008.
El 2010 es va publicar una versió en llibre del lloc web, que conté extractes seleccionats com ara les històries de la creació de la terra, Adam i Eva i Noè.

## Procés d'escriptura
En el procés d'adaptació, es van fer diversos canvis al material d'origen, per exemple, canviant els personatges principals a gats, per exemple, Jesucrist es converteix en "Gat feliç", Déu el "Gat del sostre" i Satanàs el "Gat del soterrani" - mentre que els "regals" i les "benediccions" de Déu s'han convertit en "cheezburgerz", i la gent en general s'ha convertit en "kittehs". L'estil d'escriptura emprat varia, però els col·laboradors més devots van ser descrits com els que van utilitzar el màxim de gags i temes utilitzats en les diferents imatges de lolcat.
A diferència de la majoria dels esforços de traducció de la Bíblia, el projecte de traducció de la Bíblia LOLCat no depenia d'un traductor o d'un grup de persones destacades, sinó de la traducció col·lectiva. Les seccions no traduïdes estaven disponibles per a la traducció de qualsevol persona que vulgui registrar-se al wiki. Els membres més actius d'aquesta multitud es van enumerar a la llista d'usuaris actius del projecte.

## Resposta crítica
El projecte va ser elogiat per Ben Huh, propietari del lloc web que va popularitzar els lolcats, icanhascheezburger.com, que va assenyalar que la Bíblia LOLCat havia inspirat altres textos religiosos per ser traduïts a LOLspeak, com l'⁣Alcorà, i que ha deixat clar que "la possibilitat de publicar ara està oberta a tothom". Un editorial del Chicago Tribune va comentar: "L'esforç per traduir la Bíblia a un idioma ple d'errors gramaticals, sigles de pirates informàtics i llenguatge d'Internet pot semblar desagradable o blasfem per a alguns, però no us preocupeu. Bona part de la traducció segueix la Bíblia de manera vaga. Està ple de referències a imatges de lolcats i a l'humor ambigu d'Internet, i aquestes referències només les poden entendre les persones que passen massa temps a la xarxa."